# 山室大輔
山室 大輔（やまむろ だいすけ、1974年 - ）は、TBSテレビ（旧TBSエンタテインメント）制作1部所属のテレビドラマ演出家。

## 経歴・人物
富山県小矢部市出身。小矢部市立津沢中学校、富山県立砺波高等学校卒。大阪大学文学部卒業後、1997年にTBSに入社。『さんまのSUPERからくりTV』や『ここがヘンだよ日本人』などのバラエティ番組でADを担当。その後、制作1部に移り土井裕泰、平野俊一等の下で演出補を担当した後、2003年の『ブラックジャックによろしく』の第7話で初演出（演出補兼任）。代表作に『いま、会いにゆきます』、『華麗なる一族』がある。
山室が演出を担当する回の撮影現場は雨になることが多く、スタッフから「あめ室」と呼ばれている。

## 受賞歴
- 第37回ザテレビジョンドラマアカデミー賞 監督賞（平野俊一、三城真一と共同、『ブラックジャックによろしく』）[2]
- 第63回ザテレビジョンドラマアカデミー賞 監督賞（平川雄一朗・川嶋龍太郎と共同、『JIN-仁-』）[3]
- 第69回ザテレビジョンドラマアカデミー賞 監督賞（平川雄一朗、那須田淳と共に、『JIN-仁- 完結編』）[4]
- 第85回ザテレビジョンドラマアカデミー賞 監督賞（『天皇の料理番』）[5]
- 第103回ザテレビジョンドラマアカデミー賞 監督賞（塚原あゆ子・青山貴洋と共に『グランメゾン東京』）[6]
- 第104回ザテレビジョンドラマアカデミー賞 監督賞（石井康晴、松木彩と共同）、『テセウスの船』）[7]
- 第107回ザテレビジョンドラマアカデミー賞 監督賞（金子文紀、福田亮介と共同、『俺の家の話』）[8]
- 第118回ザテレビジョンドラマアカデミー賞 監督賞（塚原あゆ子、濱野大輝、棚澤孝義と共同、『下剋上球児』）[9]

## 主な作品

### 演出
（太字はメイン演出作品）
- ブラックジャックによろしく（2003年）
- ヤンキー母校に帰る（2003年）
- 砂の器（2004年）
- 逃亡者 RUNAWAY（2004年）
- Mの悲劇（2005年）
- いま、会いにゆきます（2005年）
- 花より男子（2005年）
- 輪舞曲（2006年）
- おいしいプロポーズ（2006年）
- タイヨウのうた（2006年）
- 華麗なる一族（2007年）
- 山田太郎ものがたり（2007年）
- ハタチの恋人（2007年）
- 猟奇的な彼女（2008年）
- Tomorrow〜陽はまたのぼる〜（2008年）
- ラブシャッフル（2009年）
- MR.BRAIN（2009年）
- JIN-仁-（2009年・2011年）
- 新参者（2010年）
- 冬のサクラ（2011年）
- 専業主婦探偵〜私はシャドウ（2011年）
- 最高の人生の終り方〜エンディングプランナー〜（2012年）
- スナーク狩り（2012年）
- ビギナーズ!（2012年）
- とんび（2013年）
- 空飛ぶ広報室（2013年）
- 時計屋の娘（2013年）
- ぴんとこな（2013年）
- 夜のせんせい（2014年）
- おやじの背中「圭さんと瞳子さん」「母の秘密」（2014年）
- ごめんね青春!（2014年）
- ウロボロス〜この愛こそ、正義。（2015年）
- 天皇の料理番（2015年）
- グランメゾン東京（2019年）
- テセウスの船（2020年）
- キワドい2人-K2- 池袋署刑事課 神崎・黒木（2020年）
- 俺の家の話（2021年）
- 持続可能な恋ですか?〜父と娘の結婚行進曲〜（2022年）
- 100万回 言えばよかった（2023年）
- 下剋上球児（2023年）[10]

### 演出補
- 魔女の条件（1999年）
- 美しい人（1999年）
- The Story of One Century 百年の物語（2000年）
- オヤジぃ。（2000年）
- 白い影（2001年）
- 天国に一番近い男 教師編（2001年）
- 恋がしたい恋がしたい恋がしたい（2001年）
- ガッコの先生（2001年）
- 夢のカリフォルニア（2002年）
- ブラックジャックによろしく（2003年）
- さとうきび畑の唄（2003年・2004年）
- ヤンキー母校に帰る（2003年）
- Mの悲劇（2005年）

### アシスタントプロデューサー
- 真夜中の雨（2002年）